# NGC 7830
NGC 7830 é uma estrela na direção da constelação de Pisces. O objeto foi descoberto pelo astrônomo Albert Marth em 1864, usando um telescópio refletor com abertura de 48 polegadas. 